# 히토미 (가수)
히토미(Hitomi, 본명: 후루야 히토미, 古谷仁美, 1976년 1월 26일~)는 일본의 가수이자 싱어송라이터이다. 1993년 잡지 모델로 활동을 시작하였으며, 1994년 코무로 테츠야가 프로듀스한 싱글 〈Let's Play Winter〉을 발표하며 가수로 데뷔하였다.
2000년 하계 올림픽 여자 마라톤에서 금메달을 딴 다카하시 나오코가 연습 중이나 경기 전에 그의 노래인 〈LOVE 2000〉을 들었다는 사실이 전해지면서 다시 차트에 진입하기도 했다. 2005년, 데뷔 10주년을 맞아 에이벡스에서 개인 레이블 〈러브 라이프 레코드〉를 설립하며 레이블 첫 음반인 28번째 싱글 《Japanese girl》을 발매했다.

## 개인 생활
2002년 12월 1일, 히토미는 비즈니스맨이자 힙합 그룹 가스보이즈의 전 멤버인 우에스기 케이스케와 결혼했다. 그들은 2007년 11월에 이혼했다. 2008년 7월 11일, 그녀는 배우 하네다 마사요시와 두 번째 결혼 사실과 4개월의 임신을 공개했다. 그녀는 2008년 12월 23일에 여자 아이를 출산했다. 그녀와 하네다는 2011년 12월 6일에 이혼을 신청했으며, 이미 6개월 이상 별거 중이라는 사실이 공개되었다. 2014년 6월, 히토미는 두 번째 아이(아들)가 5개월 임신 중이며 아버지와 약혼했다고 발표했다. 그녀의 셋째 아들은 2016년 10월 22일 세 번째 남편에게서 태어났다. 2020년, 그녀의 44번째 생일에 히토미는 네 번째 임신을 발표했다. 히토미는 인스타그램을 통해 2020년 7월 23일에 아들 출산 소식을 전했다.

## 음반

### 싱글
| #  | 발매일           | 제목                                   |
| -- | ---------------- | -------------------------------------- |
| 1  | 1994년 11월 25일 | 〈Let's Play Winter〉                  |
| 2  | 1995년 2월 24일  | 〈WE ARE "LONELY GIRL"〉               |
| 3  | 1995년 4월 21일  | 〈CANDY GIRL〉                         |
| 4  | 1995년 7월 28일  | 〈GO TO THE TOP〉                      |
| 5  | 1996년 2월 28일  | 〈Sexy〉                               |
| 6  | 1996년 5월 22일  | 〈In the future〉                      |
| 7  | 1996년 8월 7일   | 〈by myself〉                          |
| 8  | 1997년 4월 9일   | 〈BUSY NOW〉                           |
| 9  | 1997년 6월 11일  | 〈problem〉                            |
| 10 | 1997년 10월 1일  | 〈PRETTY EYES〉                        |
| 11 | 1998년 4월 22일  | 〈소라〉                               |
| 12 | 1998년 12월 2일  | 〈Progress〉                           |
| 13 | 1999년 1월 27일  | 〈Someday〉                            |
| 14 | 1999년 6월 16일  | 〈기미노토나리〉                       |
| 15 | 1999년 8월 4일   | 〈there is...〉                        |
| 16 | 1999년 10월 6일  | 〈다이온〉                             |
| 17 | 2000년 6월 28일  | 〈LOVE 2000〉                          |
| 18 | 2000년 9월 20일  | 〈MARIA〉                              |
| 19 | 2000년 11월 8일  | 〈기미니KISS〉                         |
| 20 | 2001년 4월 18일  | 〈INNER CHILD〉                        |
| 21 | 2001년 8월 22일  | 〈IS IT YOU?〉                         |
| 22 | 2001년 10월 24일 | 〈I am/innocence〉                     |
| 23 | 2002년 1월 9일   | 〈SAMURAI DRIVE〉                      |
| 24 | 2002년 2월 14일  | 〈Understanding〉                      |
| 25 | 2002년 8월 21일  | 〈flow/BLADE RUNNER〉                  |
| 26 | 2004년 2월 11일  | 〈히카리〉                             |
| 27 | 2004년 4월 28일  | 〈고코로노타비비토/SPEED☆STAR〉        |
| 28 | 2005년 6월 1일   | 〈Japanese girl〉                      |
| 29 | 2005년 8월 24일  | 〈Love Angel〉                         |
| 30 | 2005년 11월 23일 | 〈CRA"G"Y☆MAMA〉                       |
| 31 | 2005년 5월 10일  | 〈GO MY WAY〉                          |
| 32 | 2006년 9월 13일  | 〈아이 노 코토바〉                     |
| 33 | 2009년 5월 20일  | 〈WORLD! WIDE! LOVE!〉                 |
| 34 | 2011년 2월 16일  | 〈우마레테쿠레테아리가토/Smile World〉 |
| 35 | 2013년 12월 18일 | 〈TEPPEN STAR〉                        |

### 앨범

#### 정규 음반
| #  | 발매일           | 제목               | 최고순위 |
| -- | ---------------- | ------------------ | -------- |
| 1  | 1995년 9월 29일  | 《GO TO THE TOP》  | 3위      |
| 2  | 1996년 9월 13일  | 《by myself》      | 1위      |
| 3  | 1997년 11월 12일 | 《déjà-vu》        | 2위      |
| 4  | 1999년 10월 13일 | 《thermo plastic》 | 2위      |
| 5  | 2000년 12월 13일 | 《LOVE LIFE》      | 2위      |
| 6  | 2002년 1월 30일  | 《huma-rhythm》    | 1위      |
| 7  | 2004년 5월 12일  | 《TRAVELER》       | 2위      |
| 8  | 2006년 9월 27일  | 《LOVE CONCENT》   | 13위     |
| 9  | 2009년 6월 24일  | 《LOVE LIFE 2》    | 27위     |
| 10 | 2011년 4월 27일  | 《SPIRIT》         | 125위    |
| 11 | 2012년 10월 10일 | 《∞》              | 111위    |

## 노래가 사용된 곳
| 노래                 | 사용처                                   |
| -------------------- | ---------------------------------------- |
| 〈기미니KISS〉       | NTV 드라마 《스트레이트 뉴스》 닫는 노래 |
| 〈IS IT YOU?〉       | 후지 TV 드라마 《속도위반 결혼》 주제가  |
| 〈I am〉             | 애니메이션 《이누야샤》 여는 노래        |
| 〈고코로노타비비토〉 | 드라마 《이혼변호사》 주제가             |
| 〈GO-GO 다마고치!〉  | 애니메이션 《다마고치!》 여는 노래       |
| 〈RAINBOW〉          | 애니메이션 《다마고치!》 닫는 노래       |

## 출연

### 애니메이션
- GO-GO 다마고치! : hitomi치

### NHK 홍백가합전
- 제51회 홍백가합전(2000년) 〈LOVE 2000〉로 출연.
- 제53회 홍백가합전(2002년) 〈SAMURAI DRIVE〉로 출연.